# The Carnivorous Carnival
The Carnivorous Carnival (Brasil: O Espetáculo Carnívoro ) é o nono livro da série A Series of Unfortunate Events. Foi escrito por Lemony Snicket, heterônimo do autor Daniel Handler, e ilustrado por Brett Helquist. Foi lançado em 28 de outubro de 2002.

## Adaptação
O livro foi adaptado para o nono e décimo episódios da segunda temporada da adaptação da série televisiva produzida pela Netflix. 